# Крестецкое городское поселение
Кре́стецкое городско́е поселе́ние — муниципальное образование в Крестецком районе Новгородской области России.
Административный центр — рабочий посёлок Крестцы.

## География
Территория городского поселения расположена в центральной части Новгородской области.
По территории муниципального образования протекают река Холова и её притоки Мокринка, Гречинка и др.

## История
Крестецкое городское поселение было образовано в соответствии с законом Новгородской области от 11 ноября 2005 года № 559-ОЗ.

## Население
| 2010  | 2012  | 2013  | 2014  | 2015  | 2016  | 2017  |
| ----- | ----- | ----- | ----- | ----- | ----- | ----- |
| 9843  | ↘9608 | ↘9383 | ↘9276 | ↘9140 | ↘9068 | ↘8970 |
| 2018  | 2019  | 2020  | 2021  |       |       |       |
| ↘8794 | ↘8547 | ↘8377 | ↗9161 |       |       |       |

## Состав городского поселения
| №  | Населённый пункт | Тип населённого пункта                  | Население |
| -- | ---------------- | --------------------------------------- | --------- |
| 1  | Берёзка          | деревня                                 | 34        |
| 2  | Долгий Бор       | деревня                                 | 22        |
| 3  | Долгий Мост      | деревня                                 | 11        |
| 4  | Крестцы          | рабочий посёлок, административный центр | ↗8221     |
| 5  | Мокрый Остров    | деревня                                 | 87        |
| 6  | Пристань         | деревня                                 | 16        |
| 7  | Старая Болотница | деревня                                 | 19        |
| 8  | Стуковья         | деревня                                 | 18        |
| 9  | Харчевня         | деревня                                 | 10        |
| 10 | Ямская Слобода   | село                                    | 909       |

## Транспорт
По территории сельского поселения проходит федеральная автомобильная дорога «Россия» М10 (E 105).
Крестцы соединены грузовой ж.-д. веткой со станцией Валдай на линии Бологое — Дно.

## Известные уроженцы
- Мичугин, Федор Георгиевич (2 марта 1899 — 25 октября 1955) — советский военачальник, генерал-лейтенант (29.10.1941), участник Гражданской и Великой Отечественной войны. Родился в деревне Ямская Слобода